# Reptilisocia paraxena
Reptilisocia paraxena is een vlinder in de onderfamilie Tortricinae van de familie bladrollers (Tortricidae). De wetenschappelijke naam is voor het eerst geldig gepubliceerd in 1983 door Alexey Diakonoff.

## Type
- holotype: "male"
- instituut: RMNH, Leiden, Nederland
- typelocatie: "Indonesia, Sumatra, Mt. Bandahara, Bivouac Three"